# Mount Wolf
Mount Wolf est un borough situé au nord de la partie centrale du comté de York, en Pennsylvanie, aux États-Unis,. En 2010, il comptait une population de 1 393 habitants, estimée au 1er juillet 2020 à 1 429 habitants. Le borough est fondé en 1867 et incorporé le 23 août 1910.

## Démographie
Lors du recensement de 2010, le borough comptait une population de 1 393 habitants. Elle est estimée, en 2020, à 1 429 habitants.